# Відьма і Хамелеон
«Відьма і Хамелеон» (англ. The Witch and the Chameleon) — канадський науково-фантастичний фанзин, виданий у 1974—1976 роках Амандою Бенкір у Гамільтоні, Онтаріо. Його загальновизнано як перший явно феміністський фанзин. Вийшло п'ять номерів, останній номінально був «подвійним випуском» під номером 5/6.
Бенкір була запрошена бути почесною гостею фанів та фанок на першому ВісКоні 11–13 лютого 1977 року через її піонерську роль як редакторки «Відьми і хамелеона».